# Сільвія Діонісіо
Сільвія Діонісіо (нар. 28 вересня 1951) — італійська акторка, яка в 1970-их роках виконала кілька помітних кіноролей.
Сільвія народилася в Римі, дебютувала в світі кіно, коли їй було всього 14 років., у фільмі Дорога. Потім її кар'єра продовжилася участю в декількох посередніх музичних італійських фільмах, поряд з співаками, такими як Маріо Тессуто, Джанні Деї, Літтл Тоні і Малий. На зйомках одного з фільмів вона познайомилася з режисером Руджеро Деодато, який став її чоловіком. У них народився син, Саверіо Деодато-Діонісіо, який теж став актором.
У 1975 Діонісіо дісталася головна роль у фільмі Ondata di piacere, єдиною по-справжньому еротичній картині в кар'єрі режисера Деодато. У тому ж році, вона зіграла коханку персонажа Уго Тоньяцці в комедії Мої друзі, режисера Маріо Монічеллі. В кінці 1970-х вона з'явилася в декількох екшенах і еротичних стрічках, на початку 1980-х залишила кінематограф.

## Вибрана фільмографія
- Ріта Москіта (1966)
- Pronto… c'è una certa Giuliana per te (1967)
- Молодий, злий і дикий (1968)
- Начальник поліції Пепе (1969)
- Pensiero d ' amore (1969)
- Джакомо Казанова: дитинство і отроцтво (1969)
- Дівчина на ім'я Джулс (1970)
- The Swinging Confessors (1970)
- The Scalawag Bunch (1971)
- Кров Дракули (1974)
- Мої друзі (1975)
- Жити як поліцейський, умри як чоловік (1976)
- Загальне почуття сорому (1976)
- Кривава плата (1976)
- Страх у місті (1976)
- Il… Belpaese (1977)
- Il marito in collegio (1977)
- Омари на обід (1979)
- Експрес жаху (1979)
- Crimebusters (1976)
- Ciao marziano  (1980)
- Убивче божевілля (1981)